# Christian Morgenstern

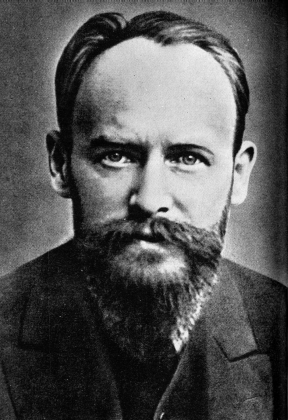
Christian Morgenstern, 1910

Christian Otto Josef Wolfgang Morgenstern (* 6. Mai 1871 in München; † 31. März 1914 in Untermais, Tirol, Österreich-Ungarn) war ein deutscher Dichter, Schriftsteller und Übersetzer. Besondere Bekanntheit erreichte seine komische Lyrik, die jedoch nur einen Teil seines Werkes ausmacht.

## Leben

### Herkunft
Christian Morgenstern wurde 1871 in der Theresienstraße 12 in München im Stadtteil Maxvorstadt unweit der Universität geboren. Seine Mutter war Charlotte Morgenstern, geborene Schertel, sein Vater Carl Ernst Morgenstern, Sohn des Malers Christian Morgenstern. Wie der berühmte Großvater, von dem Morgenstern seinen Rufnamen Christian erhielt, waren auch der Vater und der Vater der Mutter Landschaftsmaler. Die Vornamen Otto und Josef gehen auf weitere Verwandte zurück, Wolfgang auf die Verehrung der Mutter für Wolfgang Amadeus Mozart.

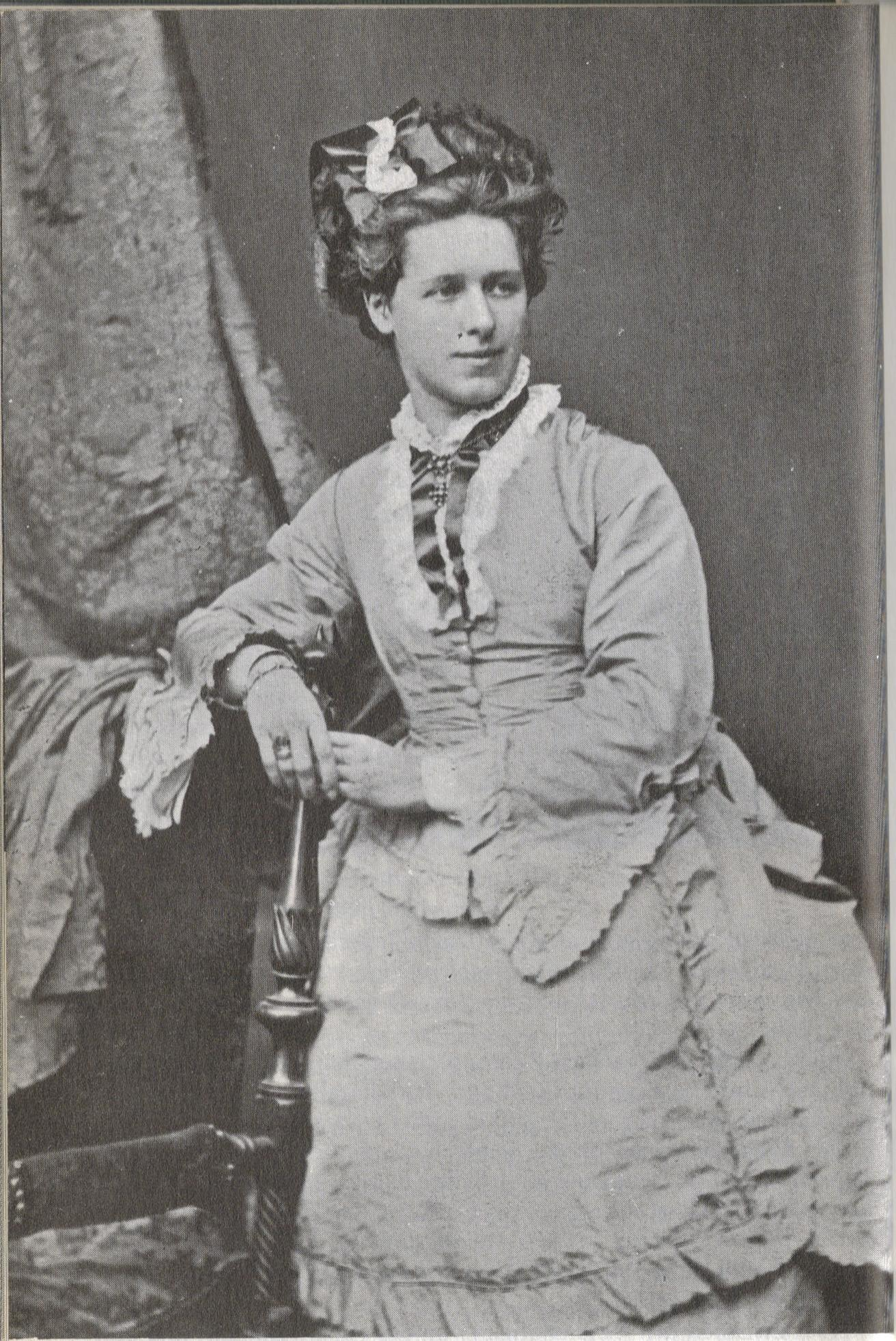
Die Mutter Charlotte Morgenstern
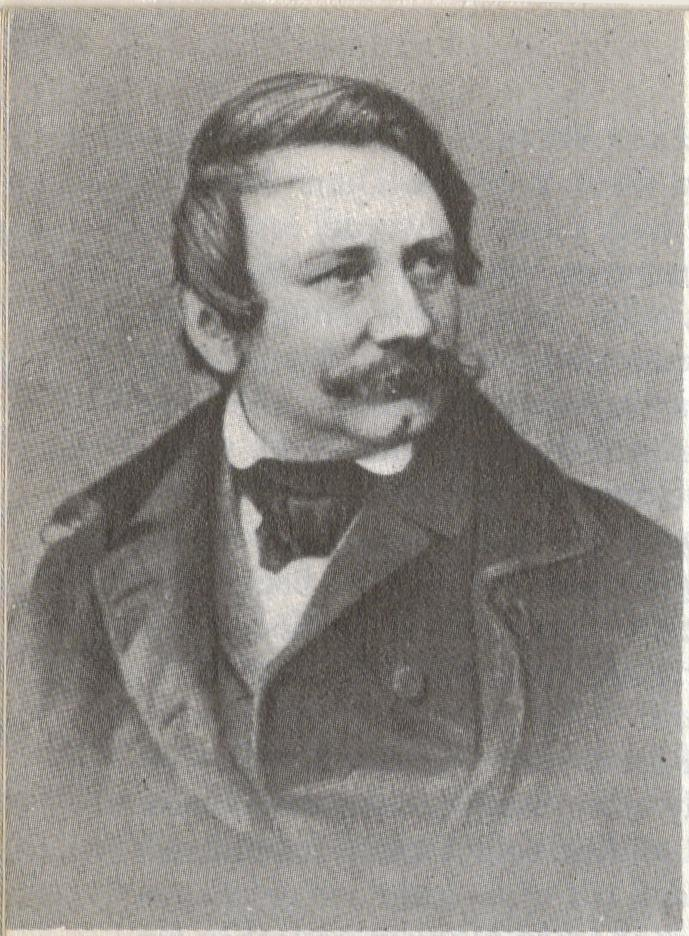
Der Großvater Christian Morgenstern
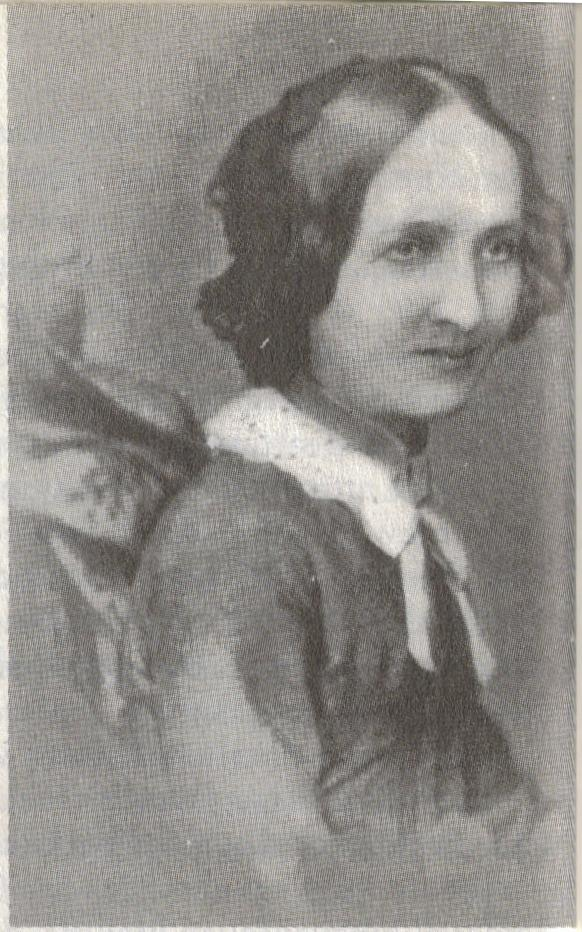
Die Großmutter väterlicherseits Louise Gertrude Maximiliane Morgenstern, geb. von Lüneschloß
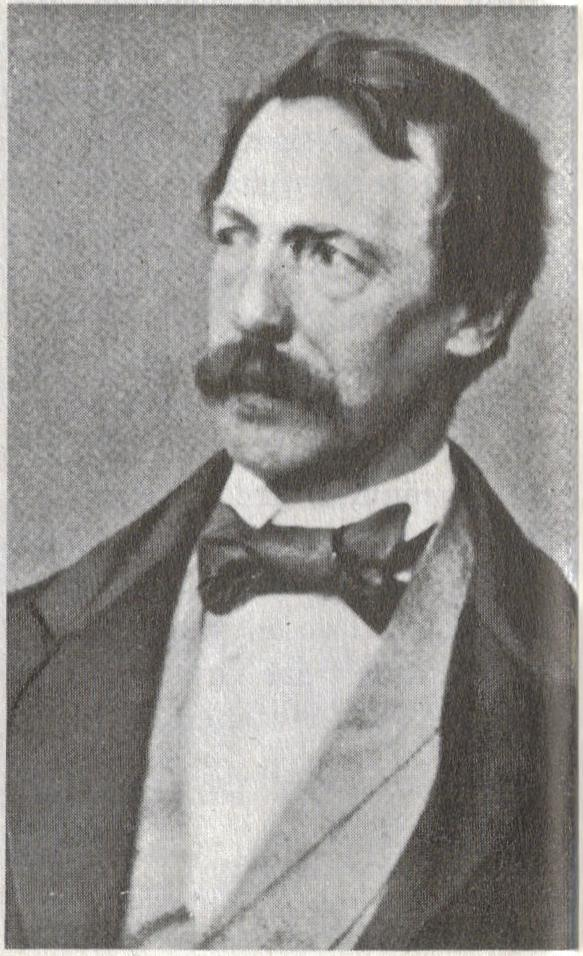
Der Großvater Josef Schertel
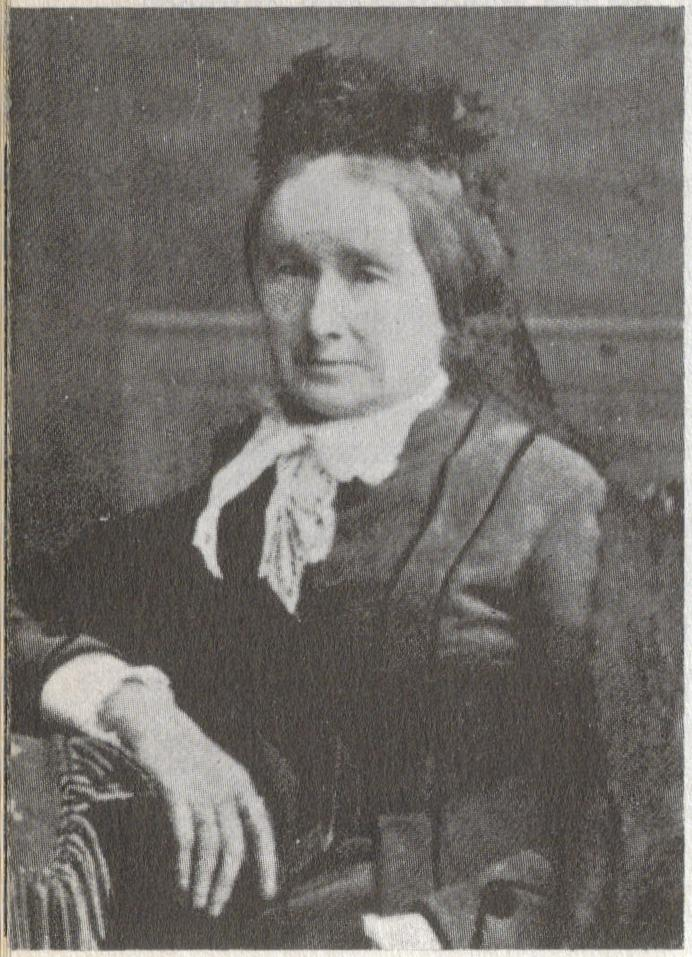
Die Großmutter mütterlicherseits Emerantia Schertel, geb. Zeitler
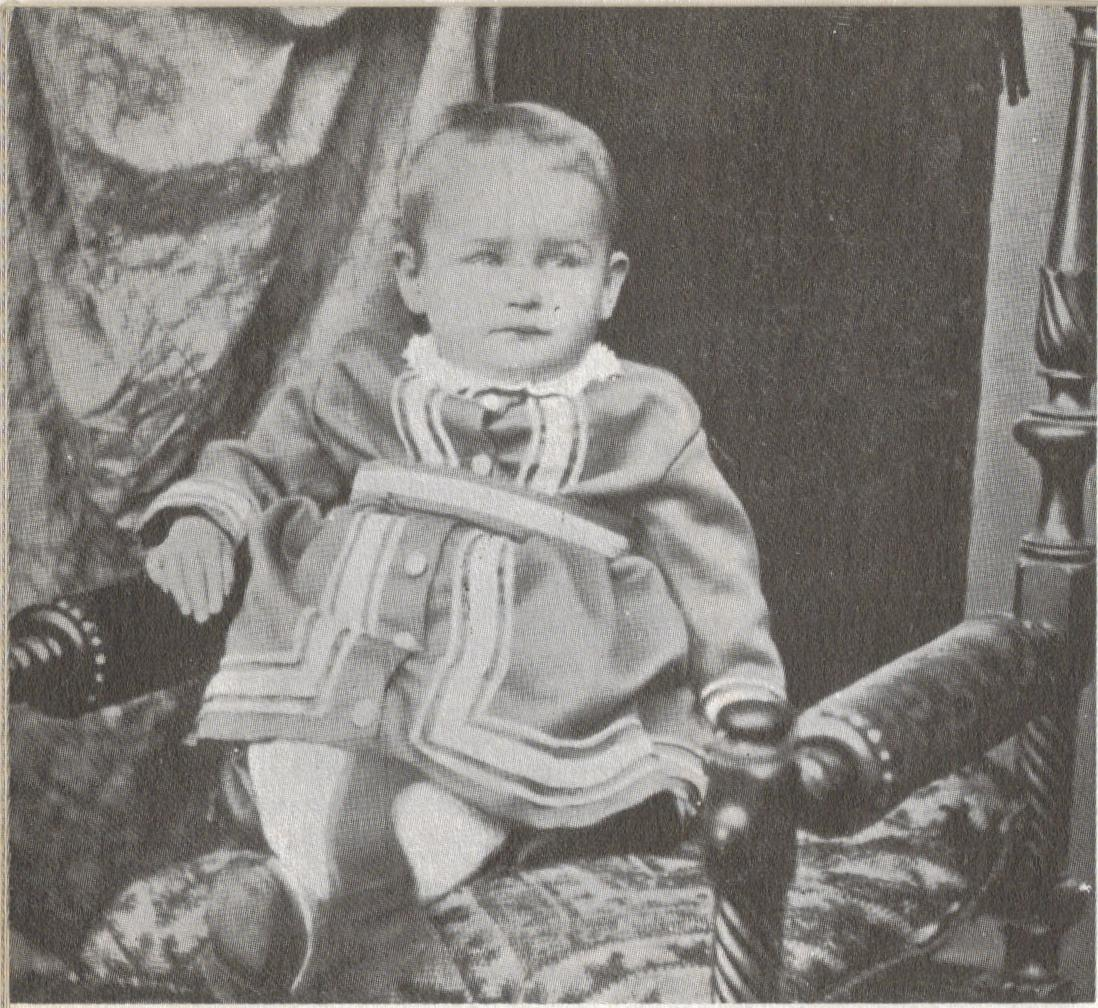
Christian Morgenstern als Kind
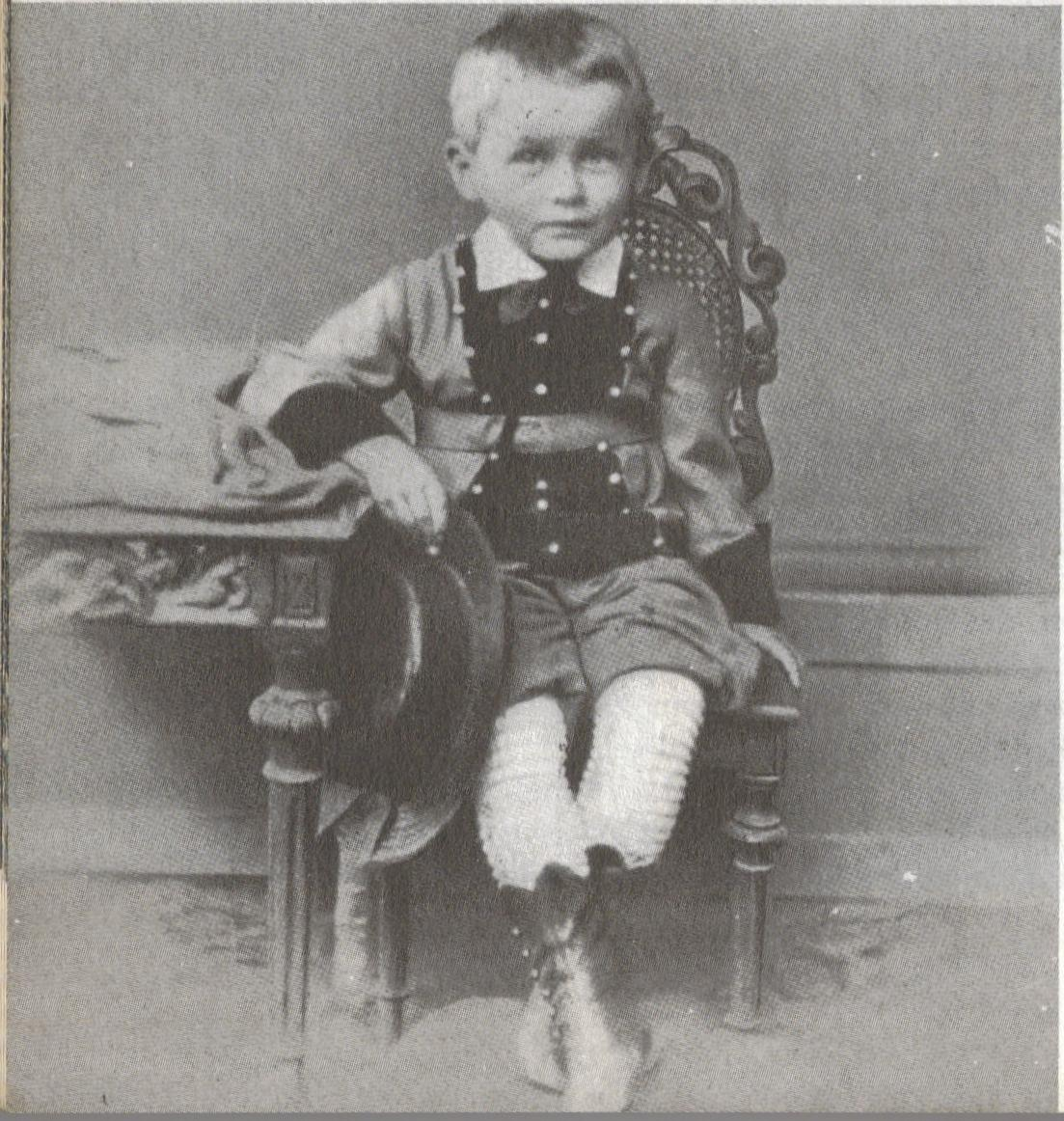
Christian Morgenstern als Kind

### Kindheit und Jugend
Am 19. April 1880 starb Morgensterns Mutter Charlotte, erst dreißigjährig, in Bad Aibling an Tuberkulose. Er, Morgenstern, hatte sich offenbar bei ihr angesteckt. 1882 wurde er, ohne in der frühen Kindheit regelmäßigen Schulunterricht erhalten zu haben, seinem Taufpaten Arnold Otto Meyer, einem Kunsthändler in Hamburg, zur Erziehung anvertraut, worunter er jedoch litt. Ein Jahr später kehrte er nach München zurück und kam in ein Internat in Landshut. Dort wurde Körperstrafe eingesetzt, und er wurde von seinen Mitschülern gemobbt.

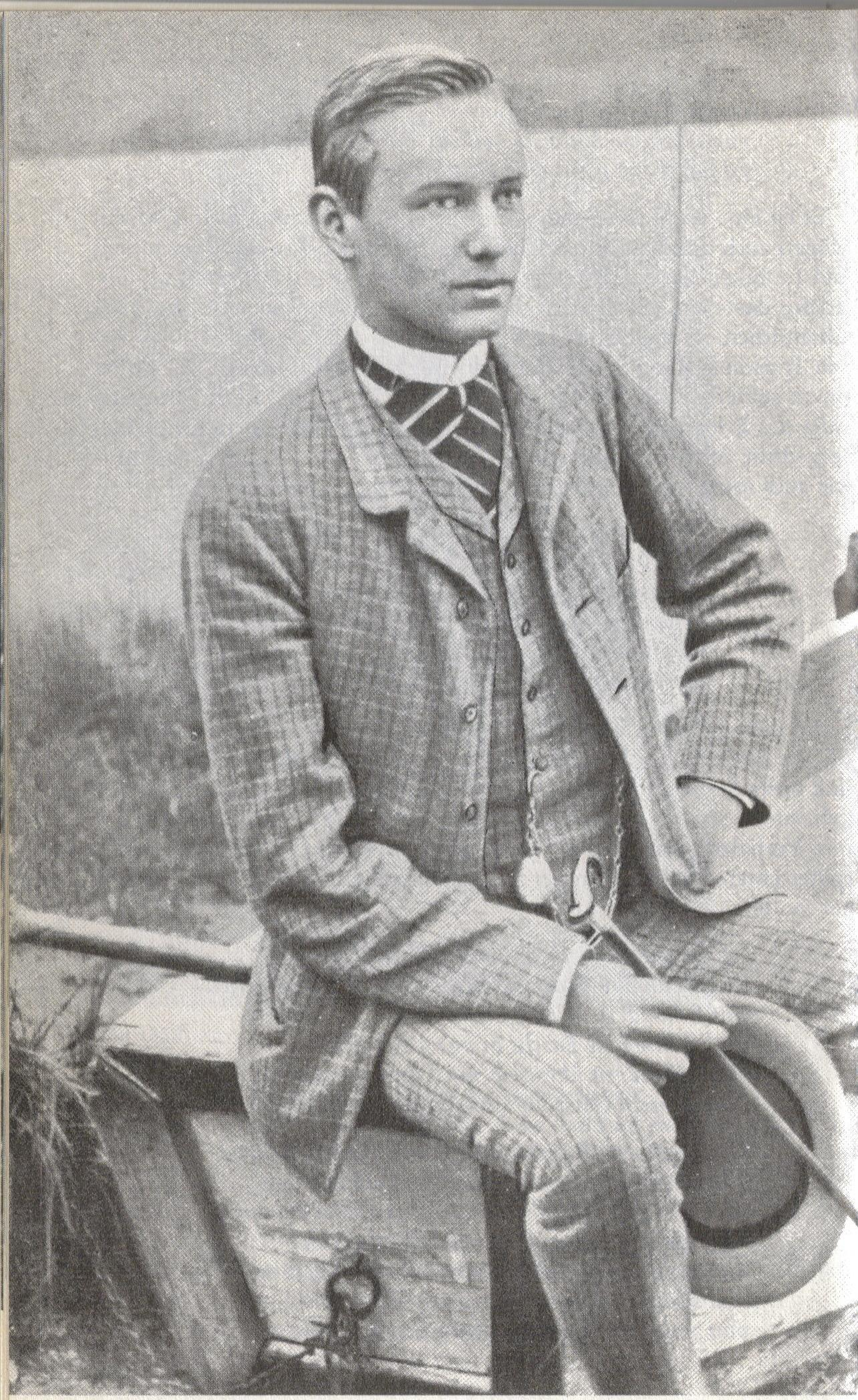
Christian Morgenstern im Alter von 18 Jahren

Der Vater heiratete Amélie von Dall’Armi und wurde 1883 an die Königliche Kunstschule in Breslau berufen. Christian ging mit nach Breslau und besuchte das Maria-Magdalenen-Gymnasium. Hier schrieb er im Alter von 16 Jahren das Trauerspiel Alexander von Bulgarien und Mineralogia popularis, eine Beschreibung von Mineralien. Beide Texte sind nicht erhalten. Zudem entwarf er eine Faustdichtung und beschäftigte sich mit Arthur Schopenhauer. Mit 18 Jahren lernte er auf dem Magdalenen-Gymnasium Friedrich Kayssler und Fritz Beblo kennen. Daraus entwickelten sich lebenslange enge Freundschaften.
Vom Herbst 1889 an besuchte Morgenstern eine Militär-Vorbildungsschule, da der Vater für ihn eine Offizierslaufbahn wünschte. Nach einem halben Jahr verließ Morgenstern die Schule und besuchte fortan ein Gymnasium in Sorau. Dort begann eine Freundschaft mit Marie Goettling, die später nach Amerika auswanderte. Mit ihr korrespondierte er noch während seines Studiums der Nationalökonomie in Breslau. Dort gehörten Felix Dahn und Werner Sombart zu seinen bedeutendsten Dozenten. Mit Freunden gründete Morgenstern die Zeitschrift Deutscher Geist unter dem Motto „Der kommt oft am weitesten, der nicht weiß, wohin er geht“, einem Oliver Cromwell zugeschriebenen Zitat.
1893 verfasste er Sansara, eine humoristische Studie. Das erste Sommersemester verbrachte er mit Kayssler in München. Er vertrug jedoch wegen seiner Tuberkulose das Klima dort nicht und begab sich zur Kur nach Bad Reinerz. Als er nach Breslau zurückkehrte, hatte sich der Vater von seiner zweiten Frau getrennt. Es folgte eine Erholungszeit in Sorau. Da er sein Studium nicht fortsetzen konnte, wären Freunde bereit gewesen, einen Kuraufenthalt in Davos zu bezahlen. Das wies der Vater aber zurück, genau wie ein Angebot Dahns, das Studium bis zum Referendar zu finanzieren. Er brach das Studium ab. Morgenstern entschied sich nun, als Schriftsteller zu leben. Nach der dritten Heirat seines Vaters zerbrach das Verhältnis zu diesem weitgehend.

### Umzug nach Berlin

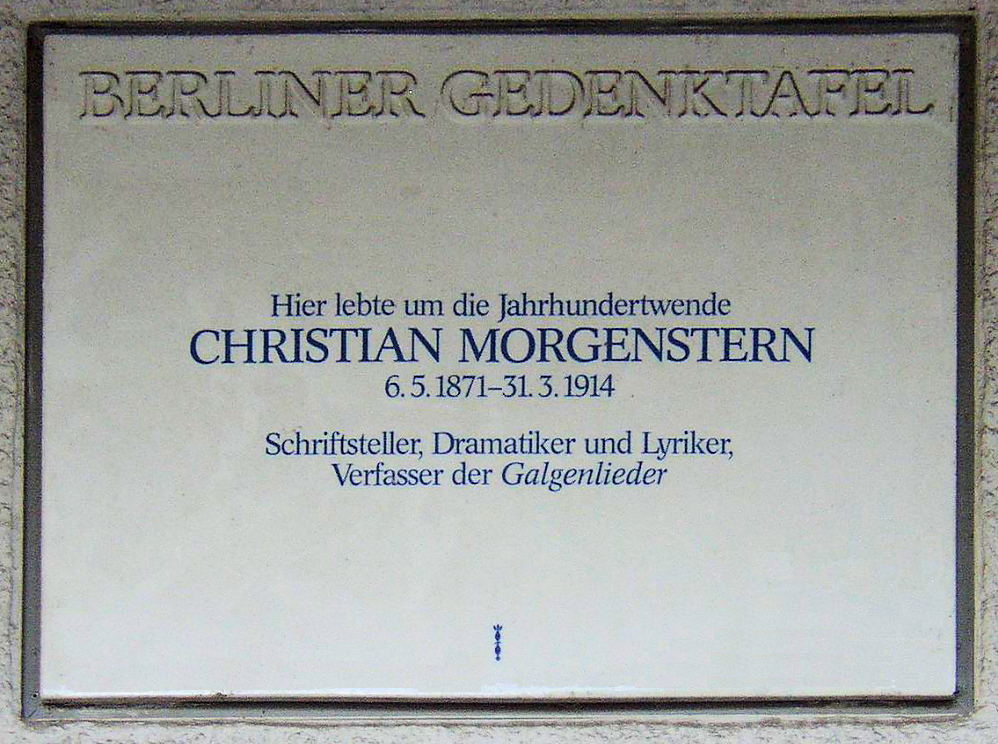
Berliner Gedenktafel am Wohnhaus Stuttgarter Platz 4 in Charlottenburg

Im April 1894 zog Morgenstern nach Berlin, wo er mit Hilfe des zum Teil Versöhnung suchenden Vaters eine Stellung an der Nationalgalerie fand. Er beschäftigte sich mit Friedrich Nietzsche und Paul de Lagarde und arbeitete für die Zeitschriften Tägliche Rundschau und Freie Bühne und schrieb Beiträge für die Zeitschriften Der Kunstwart und Der Zuschauer.
Im Frühjahr 1895 erschien das erste Buch Morgensterns, der Gedichtzyklus In Phanta’s Schloss. Er segelte auf dem Müggelsee und bereiste 1895 und 1896 Helgoland, Sylt und Salzburg. In Auftragsarbeit übersetzte er im Sommer 1897 (aus der französischen Übersetzung) die autobiografischen Aufzeichnungen Inferno von August Strindberg. Im Oktober 1897 unterzeichnete Morgenstern einen Vertrag mit dem S. Fischer Verlag, der die Übersetzung von Werken Henrik Ibsens betraf, obwohl er die norwegische Sprache noch nicht beherrschte. Bereits im Februar 1898 sollte Das Fest auf Solhaug fertig übersetzt sein. Von Mai 1898 bis Herbst 1899 bereiste Morgenstern Norwegen, hauptsächlich zum Erlernen der Sprache, wobei er auch mehrmals Ibsen traf.
Im Jahre 1900 folgte eine Kur in Davos, anschließend bereiste Morgenstern den Vierwaldstättersee, Zürich, Arosa, Mailand, Rapallo, Portofino, Florenz, Wolfenschiessen und Heidelberg. Im Dezember 1902 besuchte er Rom und kehrte Mai 1903 nach Berlin zurück. In dieser Zeit übersetzte er Werke von Knut Hamsun und Bjørnstjerne Bjørnson.

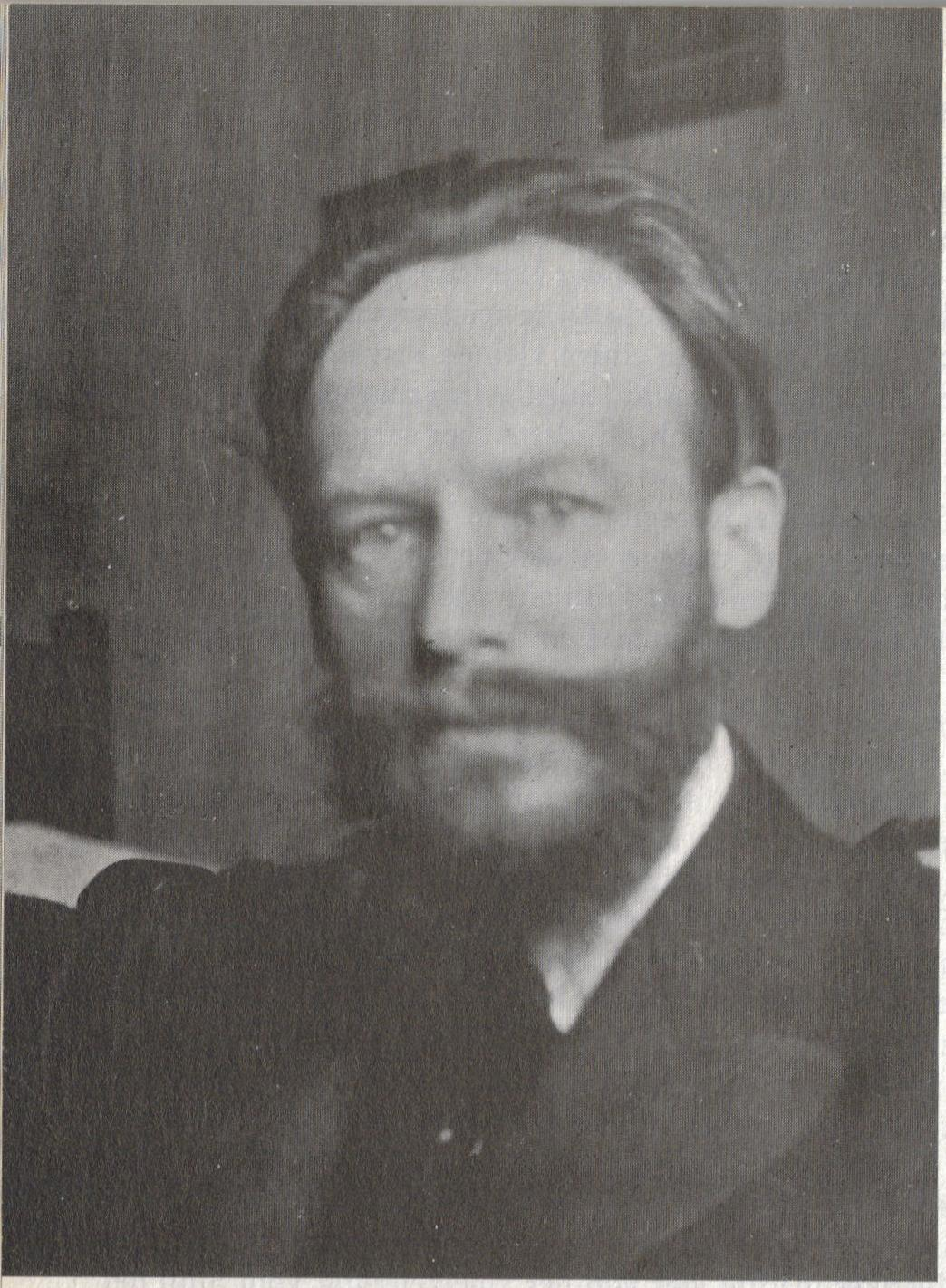
Selbstporträt (1906)

Ab 1903 war er literarischer Lektor im Verlag von Bruno Cassirer, mit dem er freundschaftlich verbunden war. Er betreute und förderte dort u. a. Robert Walser , dem er mit der Betreuung des Buches "Geschwister Tanner " zum Durchbruch verhalf.  Zuvor war er Dramaturg bei Felix Bloch Erben. Im Jahre 1905 reiste er nach Wyk und hatte einen Sanatoriumsaufenthalt in Birkenwerder, der nicht zum gewünschten Erfolg führte. Zudem erschienen in diesem Jahr seine Galgenlieder und er las Fjodor Michailowitsch Dostojewski. Ein Jahr später reiste er aus gesundheitlichen Gründen in Kurorte in bayerischer, Tiroler und Schweizer Alpenlandschaft, nach Bad Tölz, Längenfeld, Obergurgl, Meran, Obermais, St. Vigil und Tenigerbad und beschäftigte sich mit Jakob Böhme, Fechner, Fichte, Hegel, Eckhart von Hochheim und Tolstoi.

### Margareta Gosebruch von Liechtenstern
Im Juli 1908 lernte Morgenstern in Bad Dreikirchen Margareta Gosebruch von Liechtenstern (1879–1968) kennen. Nach deren Abreise blieb er mit ihr in regem Briefverkehr. Als Margareta Gosebruch im Oktober erkrankte, begab Morgenstern sich zu ihr nach Freiburg im Breisgau. Da aber der Aufenthalt eines Verlobten bei einer kranken Frau den gesellschaftlichen Sitten widersprach, wich er nach Straßburg aus. Im November begab er sich wie die Gesundete nach Berlin.

### Kontakt zur Theosophie und Anthroposophie
Im Januar 1909 schloss er bei Berliner Vorträgen Rudolf Steiners mit diesem eine enge und dauerhafte Freundschaft. Den ersten Vortrag („Tolstoi und Carnegie“) hörte er voller Begeisterung am 28. Januar 1909 im Berliner Architektenhaus.  Um noch weitere Vorträge von Rudolf Steiner zu hören, reiste er noch im selben Jahr nach Düsseldorf, Koblenz, Kristiania, Kassel und München. Im Mai trat er einen Monat nach Margareta der von Steiner geführten Deutschen Sektion der Theosophischen Gesellschaft bei. Bei der folgenden Spaltung dieser Körperschaft 1912/1913 blieb er auf der Seite Steiners und wurde Mitglied der Anthroposophischen Gesellschaft. 1909 übersetzte er auch Texte Hamsuns, besuchte den Internationalen Theosophischen Kongress in Budapest und seinen Vater in Wolfshau, er reiste mit seiner Verlobten in den Schwarzwald und nach Obermais. Dort erkrankte er, wohl auch infolge der zahlreichen Reisen, an einer schweren Bronchitis. Ein Arzt deutete bereits auf den kurz bevorstehenden Tod hin. Morgensterns Zustand verbesserte sich jedoch wieder, und so heirateten er und Margareta Gosebruch am 7. März 1910 (die beiden goldenen Eheringe befinden sich in der Sammlung des Morgenstern Literatur - Museums in Werder/Havel).

### Italien und Schweiz
Von Mai bis August hielt er sich im Grandhotel auf der Plätzwiese (Pragser Tal) am Fuße des Dürrensteins in den Dolomiten auf, bis er sich zu einem Vortrag Steiners nach Bern begab. Vorträge in Basel besuchte lediglich Morgensterns Frau, von denen sie ihm nachher berichtete. Nach Aufenthalt in München reiste er im Oktober über Verona, Mailand und Genua nach Palermo und schließlich nach Taormina. Im selben Jahr begann auch seine Zusammenarbeit mit dem Verleger Reinhard Piper, die bis zu seinem Lebensende anhielt. Christian Morgenstern hatte vorher mit vier anderen Verlegern zusammengearbeitet, nämlich mit Richard Taendler, Schuster & Loeffler, Samuel Fischer und Bruno Cassirer. Eine dauerhafte Geschäftsverbindung war aber nicht zustande gekommen.

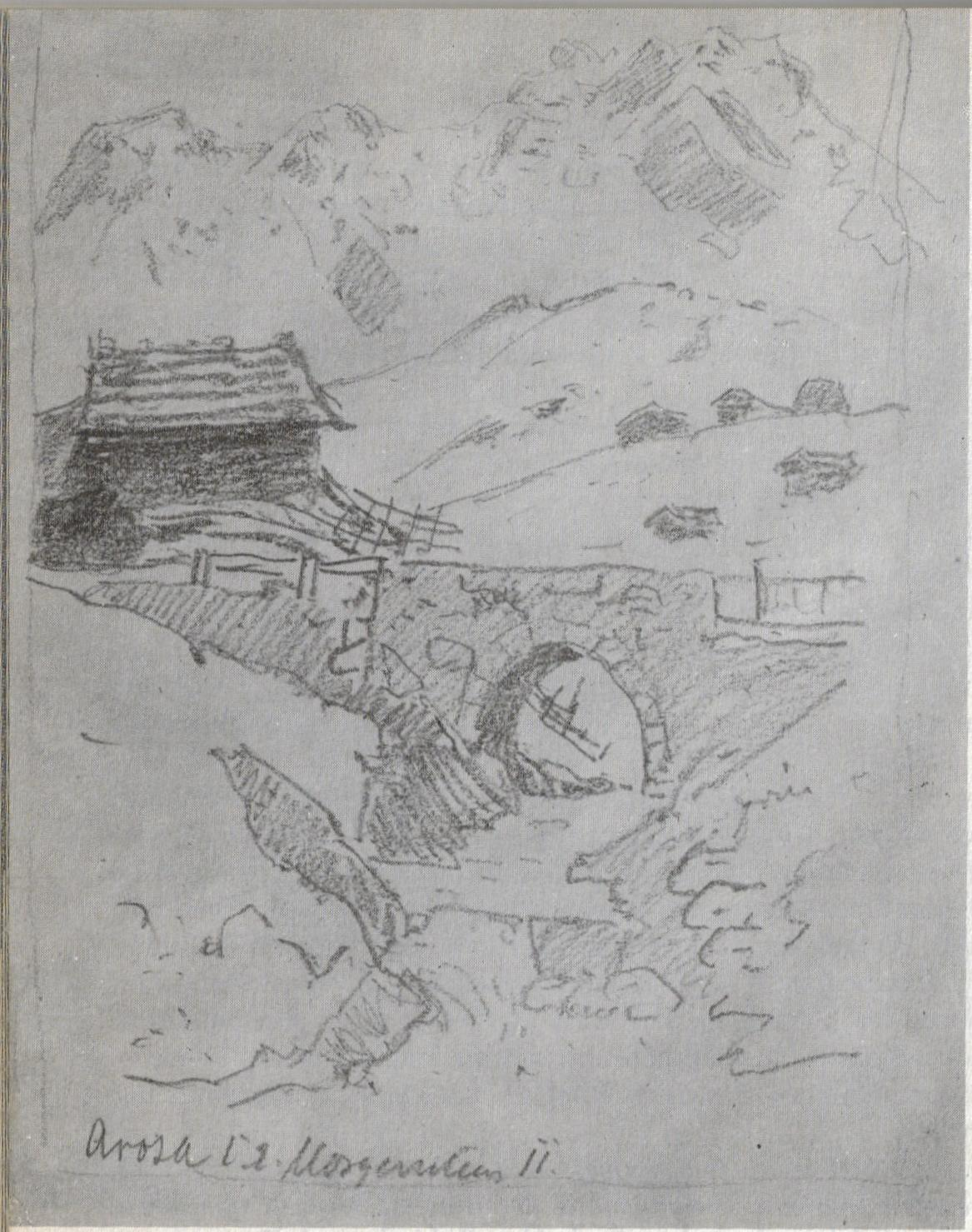
Bleistiftskizze des Vaters Carl Ernst mit einem Motiv aus Arosa

Eigentlich wollte Morgenstern mit seiner Frau ein halbes Jahr in Taormina verbringen; da er aber erneut schwer erkrankte, begab er sich, sobald er im Frühjahr 1911 dazu imstande war, in das Deutsche Krankenhaus nach Rom und dann in das Waldsanatorium Arosa, wo er seinen Vater und seine Schwiegermutter sah, die anfangs nicht mit der Ehe einverstanden war. Nach mehreren Monaten Liegekur konnte er das Sanatorium verlassen und das Ehepaar zog in eine Wohnung in Arosa.
1912 erhielt er eine Spende der Deutschen Schillerstiftung in Höhe von eintausend Mark. Bald darauf begab er sich nach Davos. Margareta Morgenstern besuchte für ihn Vorträge Steiners in München. Noch immer krank, verließ er das Sanatorium und die Eheleute begaben sich nach Zürich, wo er im Oktober mit Steiner zusammentraf. Anschließend kehrte er nach Arosa zurück. Er verfasste einen Brief, in dem er Rudolf Steiner für den Friedensnobelpreis vorschlagen wollte, schickte diesen jedoch nicht ab.
Ab Frühjahr 1913 hielt er sich in Portorose auf, wo er Gedichte Friedrichs des Großen aus dem Französischen übersetzte und Michael Bauer, der ebenfalls lungenkrank war, zum Freund gewann. Nach einer Reise nach Bad Reichenhall, wo er Friedrich und Helene Kayßler traf, hörte er in München Vorträge Steiners, dem er im November nach Stuttgart und im Dezember nach Leipzig folgte. Sowohl in Stuttgart als auch in Leipzig rezitierte Marie von Sivers, die spätere Frau Steiners, Werke Morgensterns, der den letzten der beiden Vorträge am Silvesterabend als den höchsten Ehrentag seines Lebens empfand.

### Tod

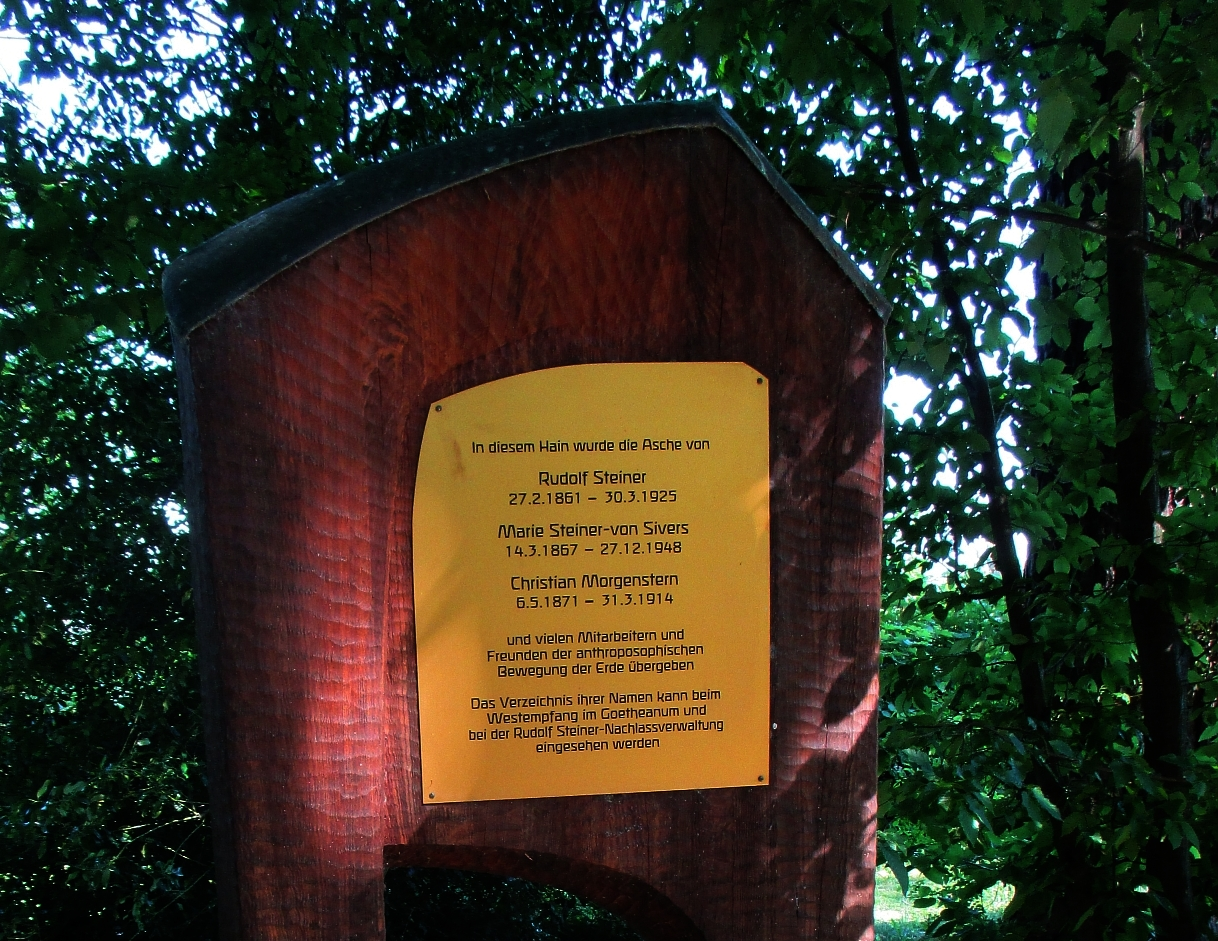
Gedenkhain Goetheanum in Dornach

In München konnten die Morgensterns ihren Arzt nicht erreichen. Sie suchten daher ein Sanatorium in Arco (Trentino) auf, das Morgenstern jedoch nicht aufnahm, um sterbende Patienten zu vermeiden. Nach einem kurzen Aufenthalt in einem Sanatorium bei Bozen zog er in die Villa Helioburg in Untermais (seit 1924 nach Meran eingemeindet), wo er noch an dem Druckbogen der Sammlung Wir fanden einen Pfad arbeitete. Michael Bauer hatte er geschrieben: „Jetzt liege ich wieder einmal darnieder und komme nicht in die Höhe … wir wollen zu Hartungen nach Meran.“ Bauer fuhr nach Meran zu Morgenstern, der am 31. März 1914, gegen fünf Uhr morgens, betreut von seinem Arzt Christoph Hartung von Hartungen in der Villa Helioburg starb. Am 4. April wurde er in Basel eingeäschert. Die Urne bewahrte Rudolf Steiner auf, bis sie im neuen Goetheanum aufgestellt wurde. Seit 1992 ist die Urne auf dem Goetheanum-Gelände beigesetzt.

### Nachlass
Ein Teil von Morgensterns Nachlass liegt im Deutschen Literaturarchiv Marbach. Teile davon sind im Literaturmuseum der Moderne in Marbach in der Dauerausstellung zu sehen, insbesondere die Originale der Galgenlieder.

## Nachwirkung und Rezeption
Nach dem Tod des Dichters gab seine Witwe zahlreiche seiner Werke heraus, die sie teilweise neu ordnete und mit bisher unveröffentlichten Teilen des Nachlasses ergänzte (nur etwa die Hälfte seines Werks war zu Lebzeiten Morgensterns veröffentlicht worden). Seine sogenannte ernste Dichtung fand nie die Resonanz, die sich Morgenstern stets erhofft hatte, und blieb auch von der Forschung weitgehend unbeachtet. Einem größeren Leserkreis bekannt (und beliebt) wurde Morgenstern praktisch nur mit seiner humoristischen Dichtung. Besonders in seinen Galgenliedern entfaltet Morgenstern seinen liebenswürdigen, scharfsinnigen Sprachwitz, dessen Sinnentschlüsselung oft „eines zweiten und dritten Blicks“ bedarf. Die in der Forschung oft als literarischer Nonsens verkannten Humoresken von Morgenstern sind keineswegs bloße Spielerei, sondern, mit den Worten des Dichters gesprochen, „Spiel- und Ernst-Zeug“.
Drei Beispiele der besonderen Sprachkomik Christian Morgensterns:
- „Es war einmal ein Lattenzaun, mit Zwischenraum, hindurchzuschaun“ (Der Lattenzaun)
- „Das Wasser rann mit Zasch und Zisch“ (Der Walfafisch)
- „Selbst als Uhr, mit ihren Zeiten, will sie nicht Prinzipien reiten“ (Palmströms Uhr)

Zum geflügelten Wort wurde der Schluss des Gedichts Die unmögliche Tatsache (aus Palmström):
Und er kommt zu dem Ergebnis:

Nur ein Traum war das Erlebnis.

Weil, so schließt er messerscharf,

nicht sein kann, was nicht sein darf.
Sein Nasobēm inspirierte den Zoologen Gerolf Steiner zur Schöpfung der (fiktiven) Ordnung der Rhinogradentia, ein wissenschaftlich-satirischer Scherz, der sich international verbreitete und später seine bekannteste Nachahmung in Loriots Steinlaus fand.
In Deutschland tragen Schulen in verschiedenen Orten den Namen des Dichters, siehe Christian Morgenstern Schule.
Am 8. Dezember 1998 wurde der Asteroid (9764) Morgenstern nach Christian Morgenstern benannt.

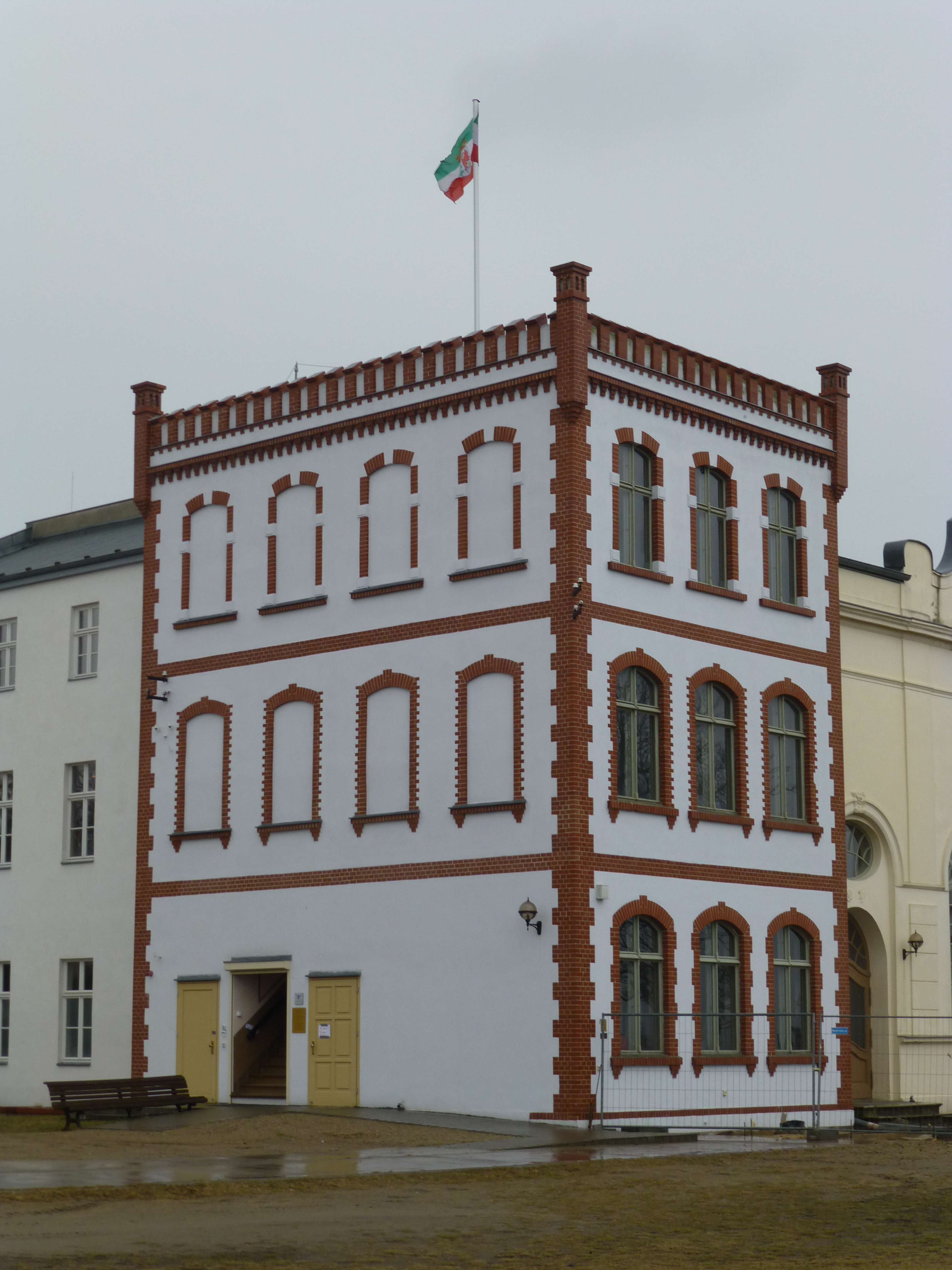
Im Aussichts- und Museumsturm in Werder befindet sich das Christian Morgenstern Literatur-Museum

Zum 100. Todestag des Dichters im März 2014 eröffnete das Christian Morgenstern Literatur-Museum auf dem sogenannten Galgenberg in Werder (Havel) bei Potsdam, wo die Galgenlieder entstanden sein sollen. Zum Museumsbestand gehören viele Erstausgaben und über 250 Buchtitel aus Morgensterns Privatbibliothek, darunter auch ca. 30 Bücher mit persönlicher Widmung. Auf der Bismarckhöhe in Werder hat auch die Christian-Morgenstern-Gesellschaft (CMG e. V.) ihren Sitz. Ebenfalls zu seinem 100. Todestag stellten die Münchner Germanisten Markus May und Waldemar Fromm am 25. Oktober 2014 im Lyrik Kabinett in München neuere Ergebnisse der Morgensternforschung vor, insbesondere über die Vorläuferrolle Morgensterns für die großen Humoristen des 20. Jahrhunderts wie Robert Gernhardt und Ernst Jandl. Was ihre „Bürokratie-Kritik“ anbelangt, so Fromm, seien Franz Kafka und Morgenstern Brüder im Geiste: „Morgenstern baut bereits vor-kafkaeske Welten, um die Absurdität eines verwalteten Lebens zu zeigen.“ Ein Beispiel:
Die Behörde

Korf erhält vom Polizeibüro

ein geharnischt Formular,

wer er sei und wie und wo.

Welchen Orts er bis anheute war,

welchen Stands und überhaupt,

wo geboren, Tag und Jahr.

Ob ihm überhaupt erlaubt,

hier zu leben und zu welchem Zweck,

wieviel Geld er hat und was er glaubt.

Umgekehrten Falls man ihn vom Fleck

in Arrest verführen würde, und

drunter steht: Borowsky, Heck.

Korf erwidert darauf kurz und rund:

„Einer hohen Direktion

stellt sich, laut persönlichem Befund,

untig angefertigte Person

als nichtexistent im Eigen-Sinn

bürgerlicher Konvention

vor und aus und zeichnet, wennschonhin

mitbedauernd nebigen Betreff,

Korf. (An die Bezirksbehörde in –.)“

Staunend liest’s der anbetroffne Chef.

## Werke

### Zu Lebzeiten Morgensterns erschienen
- In Phanta’s Schloß. Ein Cyklus humoristisch-phantastischer Dichtungen. Taendler, Berlin 1895.
- Auf vielen Wegen. Gedichte. Schuster & Loeffler, Berlin 1897.
- Horatius Travestitus. Ein Studentenscherz. (Spätere Auflagen mit Einbandzeichnung von Karl Walser.) Schuster & Loeffler, Berlin 1897.
- Ich und die Welt. Gedichte. Schuster & Loeffler, Berlin 1898.
- Ein Sommer. Verse. S. Fischer, Berlin 1900.
- Und aber ründet sich ein Kranz. S. Fischer, Berlin 1902.
- Galgenlieder – 40 Gedichte (mit Umschlagzeichnung von Karl Walser). Bruno Cassirer, Berlin 1905.
- Melancholie. Neue Gedichte. Bruno Cassirer, Berlin 1906.
- Osterbuch (Einbandtitel: ‚Hasenbuch‘). Kinderverse mit 16 Bildtafeln von K. F. Edmund von Freyhold. Bruno Cassirer, Berlin 1908; Neuauflagen: Inselbuch 1960 und Nomos Verlagsgesellschaft, Baden-Baden 1978, ISBN 3-937801-16-2.
- Palmström (mit Umschlagzeichnung von Karl Walser). Bruno Cassirer, Berlin 1910.
- Einkehr. Gedichte. Piper, München 1910.
- Ich und Du. Sonette, Ritornelle, Lieder. Piper, München 1911.
- Wir fanden einen Pfad. Neue Gedichte. Piper, München 1914.

### Digitale Werkausgabe
- Digitale Werkausgabe (Webarchiv)

### Aus dem Nachlass herausgegebene, erweiterte oder veränderte Ausgaben
- Palma Kunkel (mit Umschlagzeichnung von Karl Walser). Bruno Cassirer, Berlin 1916.
- Margareta Morgenstern, Michael Bauer (Hrsg.): Stufen. Eine Entwickelung in Aphorismen und Tagebuch-Notizen. Piper, München 1918.
- Der Gingganz (mit Umschlagzeichnung von Karl Walser). Bruno Cassirer, Berlin 1919.
- Margareta Morgenstern (Hrsg.): Epigramme und Sprüche. Piper, München 1919.
- Horatius travestitus: Ein Studentenscherz. 4. Auflage. Piper Verlag, München 1919, .
- Der Melderbaum (Gedicht). Die Geschichte des „Melderbaums“. Zwei Schuljahre aus dem Leben des Christian Morgenstern (Essay von „Ger. Trud“, d. i. Gertrud Isolani). A. R. Meyer, Berlin-Wilmersdorf 1920.
- Auf vielen Wegen (3., erweiterte und mit Ich und die Welt vereinigte Ausgabe). Piper, München 1920.
- Über die Galgenlieder. Mit Anmerkungen von Dr. Jeremias Müller. Bruno Cassirer, Berlin 1921.
- Ein Kranz (2., mit Ein Sommer vereinigte Ausgabe). Piper, München 1921.
- Klein Irmchen. Ein Kinderliederbuch. Mit Zeichnungen von Josua Leander Gampp. Bruno Cassirer, Berlin 1921.
- Margareta Morgenstern, Michael Bauer (Hrsg.): Mensch Wanderer. Gedichte aus den Jahren 1887–1914. Mit zwei Fotoporträts. Piper, München 1927.
- Die Schallmühle. Grotesken und Parodien. Mit vier Scherenschnitten von Christian Morgensterns Hand. Piper, München 1928.
- Auswahl. 113 Gedichte mit einem Nachwort von Michael Bauer. Piper, München 1929.
- Alle Galgenlieder (= Galgenlieder, Palmström, Palma Kunkel und Gingganz). Durch 14 Gedichte aus dem Nachlass erweitert und hrsg. von Margareta Morgenstern. Bruno Cassirer, Berlin 1932.
- Meine Liebe ist groß wie die weite Welt. Ausgewählte Gedichte (erw. Neu-Ausgabe von Auswahl). Hrsg. von Margareta Morgenstern. Mit einer Einleitung von Michael Bauer. Piper, München 1936.
- Böhmischer Jahrmarkt (neue vermehrte und veränderte Ausgabe der Schallmühle). Piper, München 1938.
- Wer vom Ziel nicht weiß, kann den Weg nicht haben. Für jeden Tag des Jahres ein Geleitwort. Zusammengestellt von Margareta Morgenstern. Piper, München 1939.
- Zeit und Ewigkeit. Ausgewählte Gedichte (z. T. bisher unveröffentlicht). Hrsg. von Margareta Morgenstern. Insel (Insel-Bücherei, Band 112), Leipzig 1940.
- Das aufgeklärte Mondschaf. 28 Galgenlieder und deren gemeinverständliche Deutung durch Jeremias Mueller. Hrsg. von Margareta Morgenstern. Insel, Leipzig 1941.
- Klaus Burrmann, der Tierweltphotograph. Mit Bildern von Fritz Beblo. Gerhard Stalling, Oldenburg 1941.
- Alle Galgenlieder. Insel-Verlag, Leipzig 1941.
- Liebe Sonne, liebe Erde. Ein Kinderliederbuch. Mit Bildern von Elsa Eisgruber (veränderte Neu-Ausgabe von Klein Irmchen). Gerhard Stalling, Oldenburg 1943.
- Ostermärchen. Mit farbigen Bildern von Willi Harwerth. Gerhard Stalling, Oldenburg 1945.
- Stilles Reifen. Neue Auswahl. Hrsg. von Margareta Morgenstern. Piper, München 1946.
- Man muß aus einem Licht fort in das andre gehn. Ein Spruchbuch. Hrsg. von Margareta Morgenstern. Piper, München 1948.
- Egon und Emilie. Neuausgabe der Grotesken und Parodien. Mit einem Vorwort von Margareta Morgenstern. Piper, München 1950.
- Sausebrand und Mausbarbier. Ein Kinderliederbuch (abermals veränderte Neuausgabe von Klein Irmchen). Mit Bildern von Martin Koser und Ruth Koser-Michaëls. Gerhard Stalling, Oldenburg 1951.
- Quellen des Lebens hör ich in mir singen. Der ausgewählten Gedichte zweiter Teil. Hrsg. von Margareta Morgenstern. Piper, München 1951.
- Ein Leben in Briefen. Hrsg. von Margareta Morgenstern. Insel, Wiesbaden 1952.
- Vom offenbaren Geheimnis. Aphorismen. Ausgewählt aus Stufen von Margareta Morgenstern. Piper (Piper-Bücherei 73), München 1954.
- Der Spielgeist. Vers und Prosa. Mit Zeichnungen von Hanns Erich Köhler. Fackelträger Verlag / Schmidt-Küster-Verlag, Hannover 1960
- Gesammelte Werke in einem Band. Hrsg. von Margareta Morgenstern. Piper, München 1965.
- Die Versammlung der Nägel. Hrsg. von Margareta Morgenstern. Piper, München 1969.
- Palmström. Mit Holzstichen von Hans Peter Willberg. Sigbert Mohn Verlag, Gütersloh um 1970.
- Ausgewählte Werke. Hrsg. von Klaus Schuhmann. Insel-Verlag, Leipzig 1975.
- Alle Galgenlieder. Mit farbigen Zeichnungen von Dieter Kliesch. Büchergilde Gutenberg, Frankfurt am Main/Wien/Zürich 1984.
- Sämtliche Galgenlieder. Mit einem Nachwort von Leonard Forster und einer editorischen Notiz von Jens Jessen. Manesse Verlag, Zürich 1985, ISBN 3-7175-1696-5.
- O Greul! O Greul! O ganz abscheul! Beil und Hufeisen der Scharfrichter und Galgenbrüder. Hrsg. und mit einem Nachwort versehen von Karl Riha. Verlag Urachhaus, Stuttgart 1989, ISBN 3-87838-607-9.
- Gedichte in einem Band. Hrsg. von Reinhardt Habel. Insel, Frankfurt am Main 2003, ISBN 978-3-458-17169-0.
- Die Enten laufen Schlittschuh. Verse von Christian Morgenstern und Marianne Garff, Bilder von Ute Gerstenmaier. Verlag freies Geistesleben & Urachhaus, Stuttgart 2003, ISBN 3-8251-7446-8
- Gedichte & Lieder. Ausgewählt und illustriert von Lisbeth Zwerger, Michael Neugebauer Verlag, Gossau Zürich 2003, ISBN 3-85195-324-X.
- Die Mausefalle. Mit Bildern von Peter Schössow. Carl Hanser Verlag, München/Wien 2006, ISBN 978-3-446-20695-3.
- Das Morgenstern-Lesebuch. Mit Illustrationen von Karsten Teich. Weltbild Buchverlag, Augsburg 2009, einschließlich CD mit 76 ausgewählten Gedichten, Sprecher Armin Berger, ISBN 978-3-86800-142-6.
- Morgenstern zum Vergnügen. Mit 9 Abbildungen. Hrsg. von Frank Möbus. Reclams Universalbibliothek Nr. 18929. Philipp Reclam, Stuttgart 2009, 2014, ISBN 978-3-15-018929-0.
- Lebenslust mit Christian Morgenstern. Ausgewählt von Thomas Kluge. Insel Verlag, Berlin 2010, ISBN 978-3-458-35326-3.
- Ein Wiesel saß auf einem Kiesel und weitere Gedichte von Christian Morgenstern. Illustriert von Christine Sormann. Lappan Verlag, Oldenburg 2011, ISBN 978-3-8303-1181-2.
- Sämtliche Gedichte. Sonderausgabe zum 100. Geburtstag nach der Stuttgarter Ausgabe der Werke und Briefe. Hrsg. von Martin Kießig. 3 Bände. Urachhaus, Stuttgart 2013, ISBN 978-3-8251-7872-7.
- Christian Morgenstern für Große und Kleine. Gedichte. Hrsg. und illustriert von Reinhard Michl. Deutscher Taschenbuch Verlag, München 2014, ISBN 978-3-423-28024-2.
- Alle Galgenlieder. Grafiken von Hans Ticha. Büchergilde Gutenberg, Frankfurt am Main/Wien/Zürich 2014, ISBN 978-3-7632-6652-4.
- Die drei Spatzen. Illustriert von Anke am Berg. Eulenspiegel Kinderbuchverlag, Berlin 2011, ISBN 978-3-359-02336-4.
- Das Mondschaf steht auf weiter Flur. Gedichte und Sprüche. marixverlag, Wiesbaden 2014, ISBN 978-3-86539-351-7.
- Liebesgedichte. Ausgewählt und hrsg. von Jean-Claude Lin. 2. Auflage. Verlag Urachhaus, Stuttgart 2014, ISBN 978-3-8251-7886-4.
- Der Nachtschelm und das Siebenschwein. Mit 13 Bildern von Daniela Drescher. Verlag Urachhaus, Stuttgart, 2. Auflage, ISBN 978-3-8251-7878-9.
- Das große Lalula. Illustriert von Ann Cathrin Raab. Prestel Verlag, München/London/New York 2016, ISBN 978-3-7913-7248-8.
- Als Gott den lieben Mond erschuf. Die schönsten Gedichte. Ausgewählt von Kim Landgraf. Anaconda Verlag, Köln 2017, ISBN 978-3-7306-0533-2.
- Osterbuch. Bebildert von Konrad Ferdinand Edmund von Freyhold. Walde + Graf Verlagsagentur und Verlag, Berlin 2019, ISBN 978-3-946896-40-1.

### Übertragungen in andere Sprachen
- Das Mondschaf – The Moon Sheep. Eine Auswahl aus den Galgenliedern. Authorized English Version by A. E. W. Eitzen. Insel (Insel-Bücherei 696), Wiesbaden 1953.
- Palmstroem e altri Galgenlieder. Übersetzt von Anselmo Turazza. Libreria Antiquaria Palmaverde, Bologna 1955.
- The Gallows Songs. A selection. Transl., with an introd., by Max Knight, University of California Press, Berkeley, Los Angeles 1964, .
- Gallows Songs. Translated by W. D. Snodgrass and Lore Segal. Michigan Press, Ann Arbor 1967.
- Galgenlieder und andere Gedichte. Gallows Songs and other Poems. Ausgewählt und ins Englische übertragen von Max Knight. Piper, München 1972.
- Cantares patibularios. Übersetzt von J. Francisco Elvira-Hernandez. Ediciones Sexifirmo, 1977.
- Songs from the Gallows: Galgenlieder. Translated by Walter Arndt. Yale University Press, New Haven 1993.
- Christian Morgenstern sechssprachig. Dreißig heitere Gedichte mit Übertragungen ins Englische, Französische, Hebräische, Italienische und Spanische. Mit 30 Grafiken von Igael Tumarkin. Hrsg. von Niels Hansen. Urachhaus, Stuttgart 2004, ISBN 3-8251-7476-X.
- Ich und Du (Toi et Moi) – Wir fanden einen Pfad (Nous trouvâmes un sentier). Zwei Christian-Morgenstern-Bände ins Französische übertragen von D. Blumenstihl-Roth, Peleman Verlag, 2014, ISBN 2-9522261-1-3.
- De Galgenliederen en andere groteske gedichten. Zweisprachige Ausgabe aller Galgenlieder, übersetzt von Bèr Wilbers. Uitgeverij Ijzer, Utrecht 2006, ISBN 90-74328-97-0.
- Palmŝtrojmo de Kristiano Morgenŝterno. Übersetzung von Rikardo Ŝulco. Esperanto-Centro Paderborn, Paderborn 1983, ISBN 3-922570-36-4.
- Carmina lunovilia – Das Mondschaf. Ausgewählt, ins Lateinische übertragen von Peter Wiesmann. Patmos Verlagsgruppe, Albatros Verlag, Mannheim 2010, ISBN 978-3-538-07601-3.
- Wij vonden een pad: gedichten. Uitgeverij Christofoor, Zeist 1999, ISBN 978-90-6238-357-3.

### Übersetzungen durch Christian Morgenstern
- August Strindberg: Inferno. Georg Bondi, Berlin 1898.
- Knut Hamsun: Abendröte. Schauspiel in drei Aufzügen. Langen, München 1904.
- Björnstjerne Björnson: Gedichte. In deutscher Übertragung von Max Bamberger, Ludwig Fulda, Cläre Mjöen, Christian Morgenstern und Roman Woerner, hrsg. von Julius Elias. Langen, München 1908.
- Henrik Ibsen: Sämtliche Werke in deutscher Sprache. Durchgesehen und eingeleitet von Georg Brandes, Julius Elias, Paul Schlenther. Übersetzt von Christian Morgenstern (u. a.), 10 Bände. S. Fischer, Berlin 1898–1904.
  - Die grossen Dramen. Übersetzt von Christian Morgenstern und Emma Klingenfeld. Nachwort von A. Viviani. Artemis & Winkler, Zürich 2006, ISBN 978-3-538-06311-2.

### Vollständige und kommentierte Werkausgabe
Stuttgarter Ausgabe des Verlags Urachhaus, Stuttgart, hrsg. unter der Leitung von Reinhardt Habel.
- Band 1: Lyrik 1887–1905. Hrsg. von Martin Kiessig. 1988, ISBN 3-87838-501-3.
- Band 2: Lyrik 1906–1914. Hrsg. von Martin Kiessig. 1992, ISBN 3-87838-502-1.
- Band 3: Humoristische Lyrik. Hrsg. von Maurice Cureau. 1990, ISBN 3-87838-503-X.
- Band 4: Episches und Dramatisches. Hrsg. von Reinhardt Habel und Ernst Kretschmer. 2001, ISBN 3-87838-504-8.
- Band 5: Aphorismen. Hrsg. von Reinhardt Habel. 1987, ISBN 3-87838-505-6.
- Band 6: Kritische Schriften. Hrsg. von Helmut Gumtau. 1987, ISBN 3-87838-506-4.
- Band 7: Briefwechsel 1878–1903. Hrsg. von Katharina Breitner. 2005, ISBN 3-87838-507-2.
- Band 8: Briefwechsel 1905–1908. Hrsg. von Katharina Breitner. 2011, ISBN 978-3-87838-508-0.
- Band 9: Briefwechsel 1909–1914. Hrsg. von Agnes Harder. 2018, ISBN 978-3-87838-509-7.

### Morgensterns Werke auf Tonträgern (Auswahl)
- Morgenstern am Abend. Gert Fröbe rezitiert Christian Morgenstern. Kein & Aber Records, Eichborn, Frankfurt am Main 2000, ISBN 3-906547-31-0.
- Die Mitternachtsmaus. Christian Morgenstern, präsentiert von Monica Bleibtreu und Uwe Ochsenknecht. Patmos Verlag, Düsseldorf 2006, ISBN 3-491-24123-5.
- Lyrical Christian Morgenstern. Eine Komposition aus Musik und Poesie mit Christian Kaiser & Hans Kemner. L & M Literatur und Musik, Leuberg Edition, 1988.
- Der Papagei verrät dir nicht ein Wort. Katharina Thalbach spricht Christian Morgenstern, Audiobuch Verlag OHG, Freiburg 2014, ISBN 978-3-89964-771-6.

### Vertonungen
Morgensternsche Gedichte wurden von vielen Komponisten vertont. Ausführliche Übersichten sind im Lied, Art Song, and Choral Texts Archive zu finden.
Einige Beispiele:
- Paul Graener: Nacht- und Spukgesänge, Opus 79, 2 Hefte. Bote & Bock, Berlin/Wiesbaden, 1927 u. 1955.
- Yrjö Kilpinen: Lieder um den Tod, Opus 62. Bote und Bock, Berlin/Wiesbaden, 1934 u. 1962.
- Yrjö Kilpinen: Lieder der Liebe, Opus 60/61. Bote & Bock, Berlin, Wiesbaden, 1934 u. 1962.
- Franz Tischhauser (Komponist): Das Nasobem, für gemischten Chor a cappella, 1950, Uraufführung St. Gallen 1951.
- Wolfgang König: Morgensternlieder oder Das Kind im Menschen. Beckum 2009.
- Vojtěch Saudek (1951–2003): Das große Lalula und andere Galgenlieder. Lieder für eine Singstimme und einen Schlagzeuger (Stephanie und Christoph Haas gewidmet). Paris 1999.